# Boală

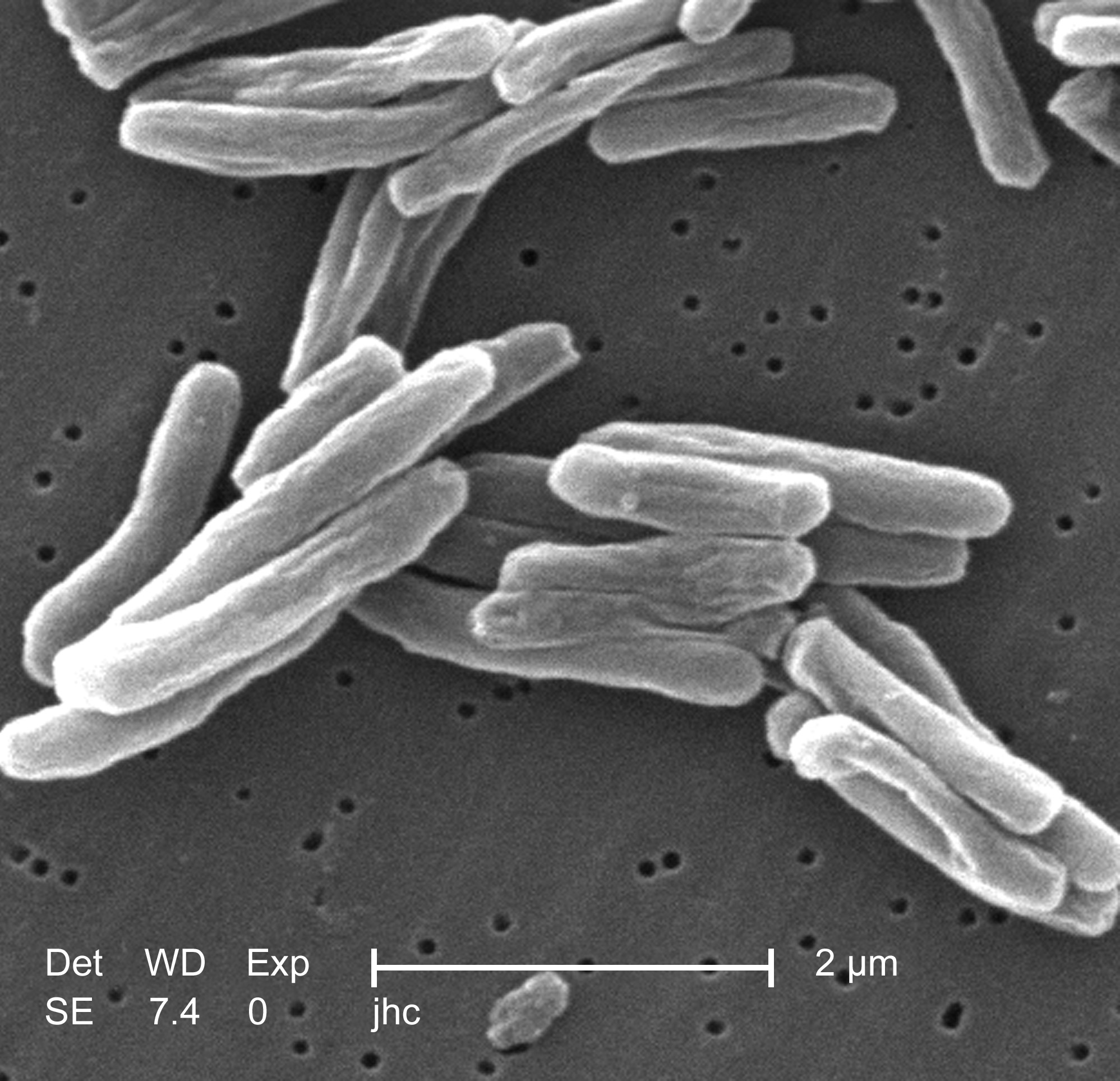
Micrografie electronică cu scanare a Mycobacterium tuberculosis, o specie de bacterii patogene care cauzează tuberculoza

Boala (sinonime latină: morbus, greacă: νόσος, nosos) este o stare particulară a organismului condiționată de acțiunea nocivă a diverși factori determinanți din mediu și, caracterizată printr-un complex de modificări morfologice și funcționale - locale și generale, cu caracter reactiv și lezional, ce tulbură regalarea și activitatea la diferite niveluri funcționale. Prin acestea se realizează limitarea capacităților de adaptare, respectiv reducerea capacității de muncă, printr-un proces ce afectează organismul în ansamblul unității sale biologice și sociale complexe.

## Caracteristicile stării de boală
Cauzele bolilor sunt complexe, în sensul existenței unui ansamblu de cauze și condiții. Factorii acestui ansamblu sunt în număr de patru:
- Factorul determinant - agentul etiologic (indispensabil, dar nu totdeauna suficient). Condiționează specificul dereglărilor caracteristice unei anumite stări de boală.
- Complexul de factori sau condiții favorizante: precedă său însoțesc acțiunea agentului determinant, intervenind în modelarea influenței patogene a factorului etiologic.
- Factorii de risc
- Terenul sau particularitățile specifice de reacție ale organismului

Boala este un eveniment în cursul adaptării curente, eveniment ce apare:
- ca urmare a solicitării excesive a mecanismelor adaptative, prin sporirea intensității agenților de mediu sau prin scăderea capacității de adaptare.
- ca urmare a acțiunii unor agenți neobișnuiți (traumatici, toxici, radiații ionizante, etc..) ce provoacă leziuni, distrucții sau alterări structurale prin acțiune directă, intensitatea acțiunii agresive fiind puțin sau de loc dependentă de condiții favorizante
- ca urmare a unor cauze endogene, aparținând organismului însuși. În esență și în cadrul acestora există un determinism cauzal extern organismului (cauze care au acționat asupra predecesorilor - în cazul bolilor genetice, sau cauze actuale care acționează prin mecansime a căror dinamică este mai puțin evidentă la nivelul aparențelor imediate).

Starea de boală implică un complex de reacții ale organismului supus agentului cauzator. Acest complex are la bază:
- mecanismele normale ale arsenalului funcțional de adaptare, ce au semnificația unor intervenții compensatoare. Astfel, reacțiile postagresive sunt variante de amploare sporită ale modului uzual de comportare al organismului față de solicitarile externe. Aceste reacții pot pierde caracterul armonic, în funcție de intensitatea durata și amploarea lor, degenerând către consecințe dereglante.
- mecanisme reactive de apărare cu un oarecare grad de specificitate în raport cu agentul cauzal, create în cursul evoluției filogenetice. Ele au rol de intervenție specifică în cursul acțiunii agenților patogeni (de ex. vărsătura, tusea, strănutul,  reacția inflamatorie, reacția febrilă, anticorpogeneza, fagocitoza, bariera fibrinoleucocitară, etc...). Aceste modalități au fie caracterul unor reacții generale ale organismului (ex. febra) fie pe cel al unei reacții locale (hemostaza în aria unei leziuni, constituirea barierei fibrino-leucocitare, etc..). De asemeni se caracterizează fin prin nespecificitate - inflamația, febra, reacția sistemică postagresivă ... (condiționată mai ales de intensitatea agentului patogen), fie printr-un anume grad de specificitate - de ex. anticorpogeneza (care ține mai ales de natura cauzei determinante)

Una dintre cele mai importante caracterisitici ale stării de boală constă în afectarea (deficiența) mecanismelor de reglare și coordonare neuroumorală a funcțiilor: 
- La un anumit nivel, mecanismele centrale de coordonare sunt supraactivate de acțiunea agentului patogen și generează stimularea excesivă a verigilor efectoare, iar la rândul lor procesele informaționale de la periferie și mecanismele corectoare de retroreacție sunt alterate sau blocate - pe fondul scăderii receptivității formațiunilor centrale dereglate de influența activatoare, dominantă a agentului patogen. Deconectarea acestor mecanisme de securitate - esențiale pentru menținerea reacțiilor organismului în limitele eficienței, constituie una dintre sursele principale ale transformării manifestărilor adaptative în fenomene patologice.
- Pe fondul unei coordonări centrale deficiente, celelalte procese compensatorii devin ele însele o sursă de dificultăți
- Ansamblul dereglărilor apărute are capacitatea de a se autoîntreține și agrava, putând apare  situații extrem de periculoase. Se poate ajunge astfel la un moment critic, dincolo de care organismul nu-și mai poate reface echilibrul normal prin mijloace proprii (din acest moment intervenția medicinei devine indispensabilă).

Utilizarea continuă și și îndelungată a rezervelor adaptative, coordonarea centrală defectuoasă a funcțiilor, consumul energetic excesiv și cu randament scăzut, realizaeză un ansamblu de condiții caracteristice unui teren vulnerabil, labil, cu posibilități limitate de adaptare și reacție. În consecință sunt necesare măsuri adecvate de protecție.
În directă corelație cu reducerea posibilităților de compensare și adaptare, ca un corolar obligatoriu și specific patologiei umane se constată reducerea capacității de muncă și de integrare socială.
Un alt corolar, stipulează că boala afectează organismul în ansamblul său, procesele patologice (manifestări locale) apărând și evolînd în strânsă corelație cu fenomenele generale cu care se intercondiționează.

## Sistematică
Ramura medicinei care studiază clasificarea bolilor se numește nosologie
Pentru necesități practice, care țin de un punct de vedere comun al Caselor de Asigurări, al Furnizorilor de Servicii medicale și al Statisticii medicale, cea mai răspândită și folosită clasificare a maladiilor - pe plan internațional - este Clasificarea statistică internațională a bolilor și a problemelor de sănătate înrudite, ajunsă actual la a X-a ediție (revizuită). Este creată și promovată de Organizația Mondială a Sănătății (OMS).

### Clasificarea bolilor
Viziunea asupra clasificării bolilor nu este unitară, diferitele puncte de vedere care stau la baza încercărilor de sistematizare reflectând fie dorința de a răspunde unor necesități de ordin practic, fie o anume concepție asupra problemelor de patologie generală.
Există diverse criterii de clasificare a maladiilor:
- Anatomic[3][4]:

- Este printre cele mai vechi criterii. Oglindește confuziile care se fac între starea de boală și proceul patologic.
- Ia în considerație fie:

- organul primitiv lezat: boli de stomac, boli ale inimii, etc...
- sistemul predominent afectat: respiratorii, cardiace,ale sistemului nervos, etc....

- Clinic[3][4]:

- Valoarea clasificărilor este strict limitată la nivelul obiectivelor practice imediate care le-au generat
- în funcție de:

- Evoluție: acute, subacute și cronice
- Gravitate: forme ușoare, moderate, severe, etc...
- Elemente de semiologie: eruptive, febrile, anergizante, etc....

- Anatomo-clinic[4]:

- Îmbină caracterul manifestarilor clinice predominante, cu cel al leziunilor anatomopatologice
- De exemplu la nivelul Rinichiului se clasifică în Nefropatii glomerulare, Nefropatii tubulointerstițiale, etc....

- Momentul aparitiei în ontogeneză[4]: ereditare, congenitale, dobândite
- Etiologic[4]: infecțioase, traumatice, de iradiere, etc...
- Ponderea factorilor genetici sau de mediu în determinismul stării patologice[3]:

- Criteriul pornește de la considerentul că boala este un mod de reacție al organismului cu o anumită structură genetică la variatele condiții de mediu
- Se clasifică în maladii:

- Idiopatice (rolul hotărâtor îl are constituția individuală): Aberațiile cromozomiale și bolile ereditare
- Idiodispoziționale (factorii genetici și de mediu au un rol sensibil echivalent): Scleroza în plăci,psihopatiile, maladia ulceroasă, etc...
- Paratipice (factorii de mediu au un rol cvasidominant): Boli infecțioase, traumatice, intoxicații, etc....

- De un real folos practic este stabilirea raporturilor în care factorii genetici sau de mediu (ecologici) participă la declanșarea maladiilor:

- Bolile genetice:

- Deși deficitul genetic constituțional este prezent independent de factorii de mediu, unele dintre aceste defecte se manifestă clinic numai în prezența unor factori de mediu - nepatogeni prin ei înșiși (sunt nenocivi pentru marea majoritate a celoirlalți indivizi)
- Bolile ereditare - transmisibile descendenților și Aberațiile cromozomiale - netransmisibile descendenților

- Bolile multifactoriale:

- Categorie la care importanța terenului este majoră. În general sunt implicate caractere codificate de mai multe gene (determinism poligenic)
- Aici se încadrează majoritatea bolilor cu o largă răspândire: bolile psihice (în particular schizofrenia), Poliartrita reumatoidă, Diabetul, Bornhopneumopatia cronică obstructivă, Boala cardică ischemică, etc...

- Boli cu determinism mezologic:

- Factorul principal patogen este reprezentat de un agent ecologic: fizic, chimic, biologic, psiohosocial (infecții, traumatisme mecanice, intoxicații, etc...)
- Și aici terenul imprimă variații cantitative - efectului patogen (doza minimă letală a unui toxic nu provoacă moarte tuturor indiviziulor, în infecții capacitatea de apărare imună - determinată poligenic, este variabilă între organisme, etc...)

- Forme de tranziție: defecte genetice care se exprimă fenotipic numai în prezența unui anumit factor de mediu

### Evoluție
Sub aspect general, evoluția unei boli cuprinde trei etape: debutul, perioada de stare și sfârșitul.
Perioada de debut - în sens scolastic - are două faze:
- Debutul fiziopatologic sau perioada de latență - asimilat perioadei de incubație din bolile infecțioase[6]. Are o durată variabilă (secunde - otrăvuri, traumatisme puternice, zile sau săptămâni - bolile infecțioase, ani - radiațiile ionizante) și, începe odată cu momentul acțiunii agentului patogen dureând până când apar primele simptome. În general perioada este liberă de simptome.
- Debutul clinic sau perioada prodromală[6] - este cuprins în intervalul dintre primele semne manifeste de boală și apariția tuturor manifestărilor caracteristice bolii respective. Durează - uzual - puțin.

Trecerea de la normal la patologic nu se produce însă într-un moment precis, pentru multe dintre situațiile patologice neputându-se lua în considerație un debut - în sensul strict al cuvântului. Instalarea bolii este în aceste cazuri, rezultanta bilanțului unui conflict dinamic între procesele de alterări structurale biochimice și energetice și, cele de contrareacție și compensare ale  organismului.
Perioada de stare este variabilă ca durată:
- Începe odată cu apariția manifestărilor caracteristice bolii finalizându-se la începutul declinului lor[6]
- Atât reactivitatea individuală cât și terenul, contribuie în mod fundamental la modularea tabloului patologic al acestei perioade

Finalul bolii poate să fie:
- Însănătoșirea:

- Reprezintă restabilirea echilibrului funcțional adaptativ al organismului. Este precedată de Perioada de convalescență - asimilată perioadei de defervescență din bolile infecțioase.
- Însănătoșirea nu reprezintă însă inversul îmbolnăvirii și nici revenirea la starea anterioară, deoarece etapa (din punct de vedere biologic) parcursă, se materializează prin transformări ale reactivității organismului, respectiv stă la baza unui nou teren.
- Vindecarea  poate fi fără ("restitutio ad integrum") sau cu sechele - în speță cu persistența unor vicii, leziuni sau cicatrici

- Cronicizarea:

- Reprezintă o alternativă incompletă de evoluție a procesului de sangeneză
- Echilibrul funcțional este precar, persistând diverse tulburări sau suferințe cu caracter trenant sau manifestări fazice (atenuări - remisisi, sau activări - recidive, variabile ale bolii)

- Moartea sau Exitusul:

- Reprezintă falimentul efortului de adaptare
- Se caracterizează prin încetarea funcțiilor vitale - respirația și circulația - ceea ce condiționează ulterior prin suprimarea aportului de oxigen, degradarea și moartea structurilor celulare.
- Procesul are o durată vaiabilă, în raport cu rezistența la anoxie a diferitelor țesuturi. Astfel, primii care mor sunt neuronii din etajele superioare ale Siatemului Nervos Central și, cu predilecție cei din scoarța emisferelor cerebrale.

Din punct de vedere practic există în legătură cu această perioadă o subâmpărțire importantă, în sensul în care se identifică o etapă inițială a morții, în care restabilirea funcțiilor vitale prin tehnici de reanimare poate fi un succes în stoparea procesului de exitus. Astfel moartea este:
- Moarte clinică: durata coincide cu ce ade rezistență a celulelor nervoase la absența oxigenului și seîncheie oadată cu apariția leziunilor ireversibile în sistemul nervos central
- Moartea biologică: succede leziunilor menționate mai sus
După gradul de rapiditate cu care se poate derula evoluția unei boli, aceasta poate fi de formă:
- supra acută (de durată foarte scurtă, ore): hemoragia cerebrală sau infarctul
- acută (de durată scurtă, zile): gripa
- subacută: hepatita B
- cronică: bronșita cronică

## Semnificații culturale
Religioase
La evrei lipsa bolii simboliza refacerea comuniunii cu Ființa Supremă, semn al curățirii de păcate, al nevinovăției și purității.
În mediul iudaic s-a conturat ideea bolii ca sacrificiu de sine pentru dobândirea unor virtuți sau a unui progres din punct de vedere spiritual, idee pe care gândirea creștină a dezvoltat-o considerând boala ca și un mijloc de comuniune cu Patimile lui Isus și astfel o modalitate de îndumnezeire a propriei persoane.
În Vechiul Testament izbăvirea de boală a fost considerată apanajul Puterii Supreme care vindecă prin atotputernicia Sa, nu cel al oamenilor prin puterile lor limitate. Deși medicii totuși nu au fost nici respinși și nici considerați inutili, credința totuși a fost considerată mai importantă decât orice medicament. La creștini vindecarea era unul dintre semnele doveditoare ale apropierii de Împărăția Cerurilor, acolo unde după trecerea la cele veșnice omul nu se mai putea îmbolnăvi. Odată însă vindecarea trupească înfăptuită, omul trebuia să devină mai responsabil și să lupte cu păcatul sau păcatele care fuseseră,  poate motivele bolii, ceea ce urma să constituie și vindecarea sa sufletească.

## Concepții alternative asupra stării de boală
Din punct de vedere religios printre cauzele bolilor se numărau atât păcatele - bolile netrebuind totuși considerate doar un simplu efect al acestora, cât și îngrijirea necorespunzătoare a propriului trup sau neatenția personală.
Printre mijloacele de prevenire ale bolilor, în religia creștină smerenia era considerată un mijloc spiritual.
Patologic boala nu e fost considerată numai o simplă suferință fizică ci și una spirituală profundă, în care deznădejdea ocupa un loc dominant.